# Juozas Gediminas Baranauskas
Juozas Gediminas Baranauskas (* 30. März 1935 in Kaunas; † 2. Juli 2021 in Vilnius) war ein litauischer Politiker.

## Leben
Ab 1954 studierte er Rechtswissenschaft an der Universität Vilnius. Im zweiten Studienjahr gewann er den Diktor-Wettbewerb von LRT Radijas und 1957 von Lietuvos televizija. Von 1957 bis 1991 arbeitete er bei LTV und von 1991 bis 1992 als Gehilfe bei Baltijos birža. Von 1992 bis 1996 war er Mitglied im Seimas. Ab 1996 arbeitete er als Berater bei Aukščiausiasis Teismas.
Er war verheiratet. Mit Frau Stanislava hätten er den Sohn Evaldas und die Tochter Erika.